# Advance (Indiana)

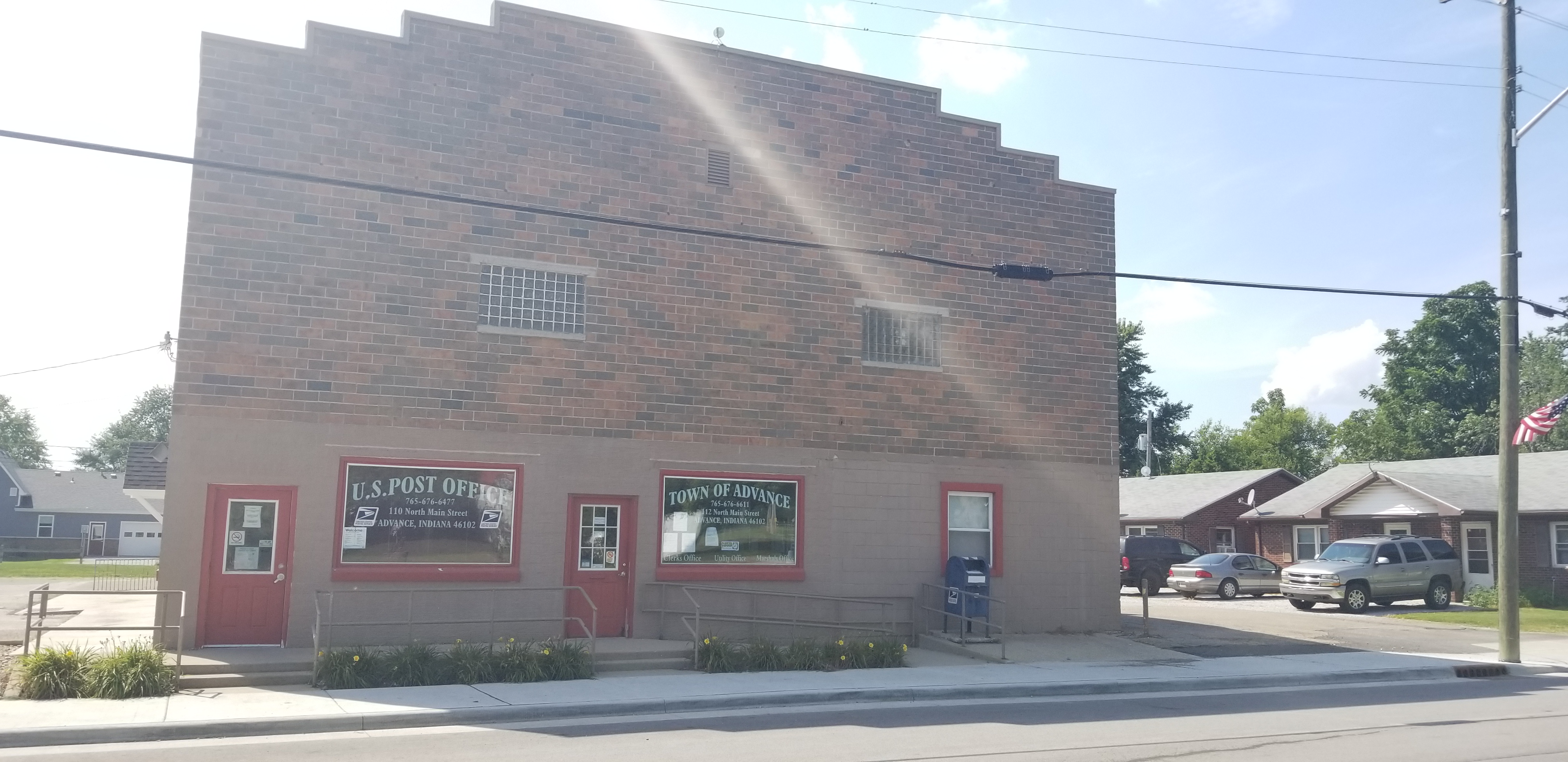
Bureau de poste et bâtiment municipal

Pour les articles homonymes, voir Advance.
La ville d’Advance est située dans le comté de Boone, dans l’État de l’Indiana, aux États-Unis. Sa population s’élevait à 477 habitants lors du recensement de 2010, estimée à 514 habitants en 2016.

## Source
- (en) Cet article est partiellement ou en totalité issu de l’article de Wikipédia en anglais intitulé « Advance, Indiana » (voir la liste des auteurs).